# 阿弥陀寺 (岡崎市桜形町)

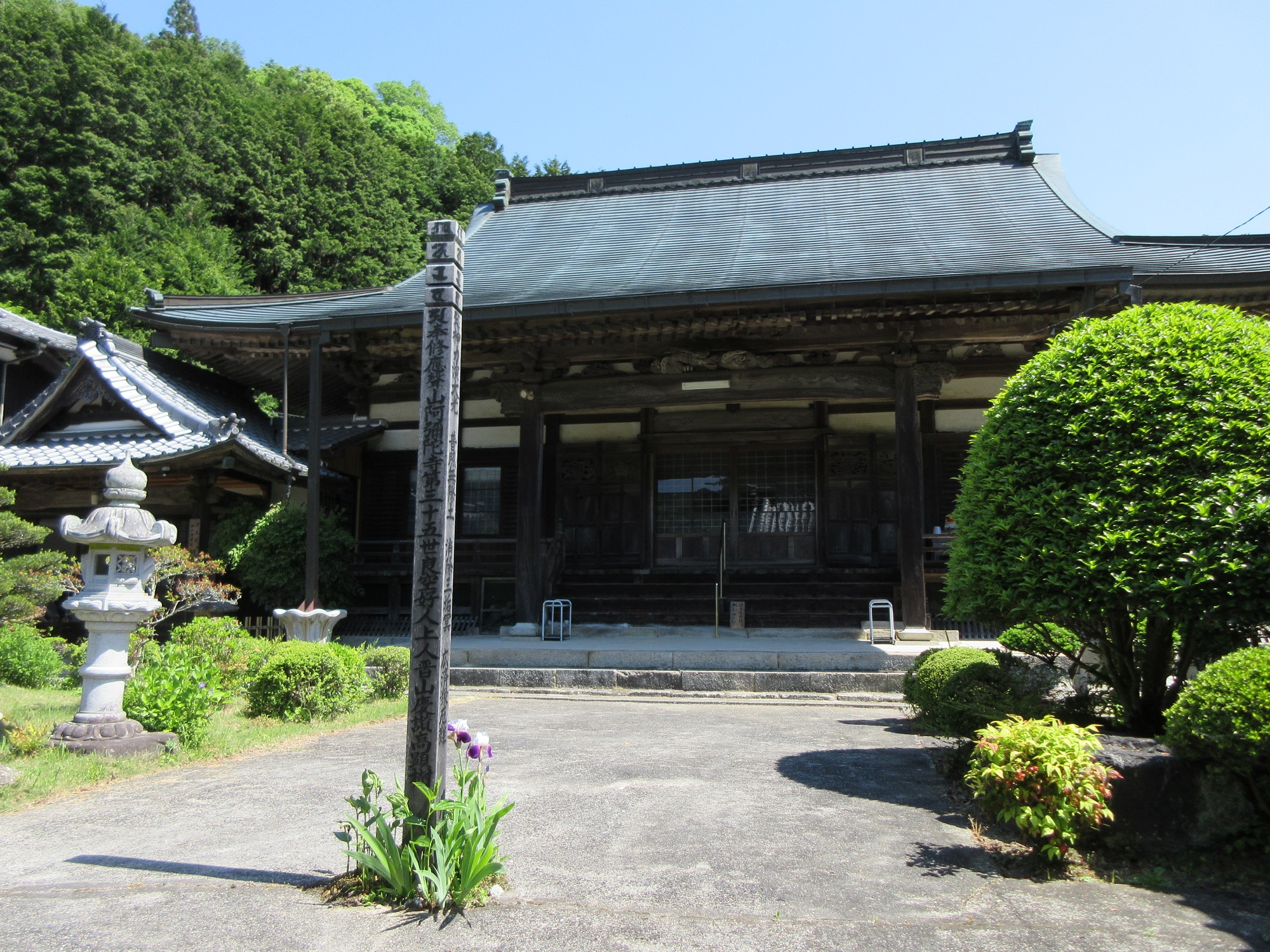
阿弥陀寺本堂

阿弥陀寺（あみだじ）は、愛知県岡崎市桜形町にある浄土宗西山深草派の寺院。別名應聲山阿彌陀寺・大金谷山西福院。

## 歴史
滝脇松平家の菩提寺でもあり、武士との関係が強い寺院である。

## 市指定文化財
- 曼荼羅仏絵図[2]